# Kościół Najświętszej Maryi Panny w Mannheimie
Kościół Najświętszej Maryi Panny (niem. Liebfrauenkirche) – rzymskokatolicka świątynia znajdująca się w niemieckim mieście Mannheim, w dzielnicy Jungbusch.

## Opis
Budowę rozpoczęto w roku 1900, świątynię wzniesiono wg projektu Johannesa Schrotha. Ukończony kościół konsekrowano 8 listopada 1903 roku. W połowie lat 90. po drugiej stronie Seilerstraße wzniesiono meczet Yavuz-Sultan-Selim-Moschee, co zapoczątkowało dialog ekumeniczny między wspólnotami. Ze względu na słaby stan techniczny sklepień oraz piaskowcowych murów kościół został zamknięty w roku 2007, otwarto go po remoncie w 2012.
Świątynia neogotycka, trójnawowa, z transeptem zakończonym absydami.
Na wieży kościoła zawieszone są 4 dzwony. Dane dzwonów:
| Waga    | Ton  | Średnica | Rok odlania | Odlewnia             |
| ------- | ---- | -------- | ----------- | -------------------- |
| 1350 kg | e'   | 130 cm   | 1938        | Bachert, Karlsruhe   |
| 800 kg  | fis' | 108 cm   | 1746        | M. Steiger           |
| 500 kg  | a'   | 87,5 cm  | 1746        | M. Steiger           |
| 250 kg  | c"   | 80 cm    | 1909        | Grüninger, Villingen |

## Galeria

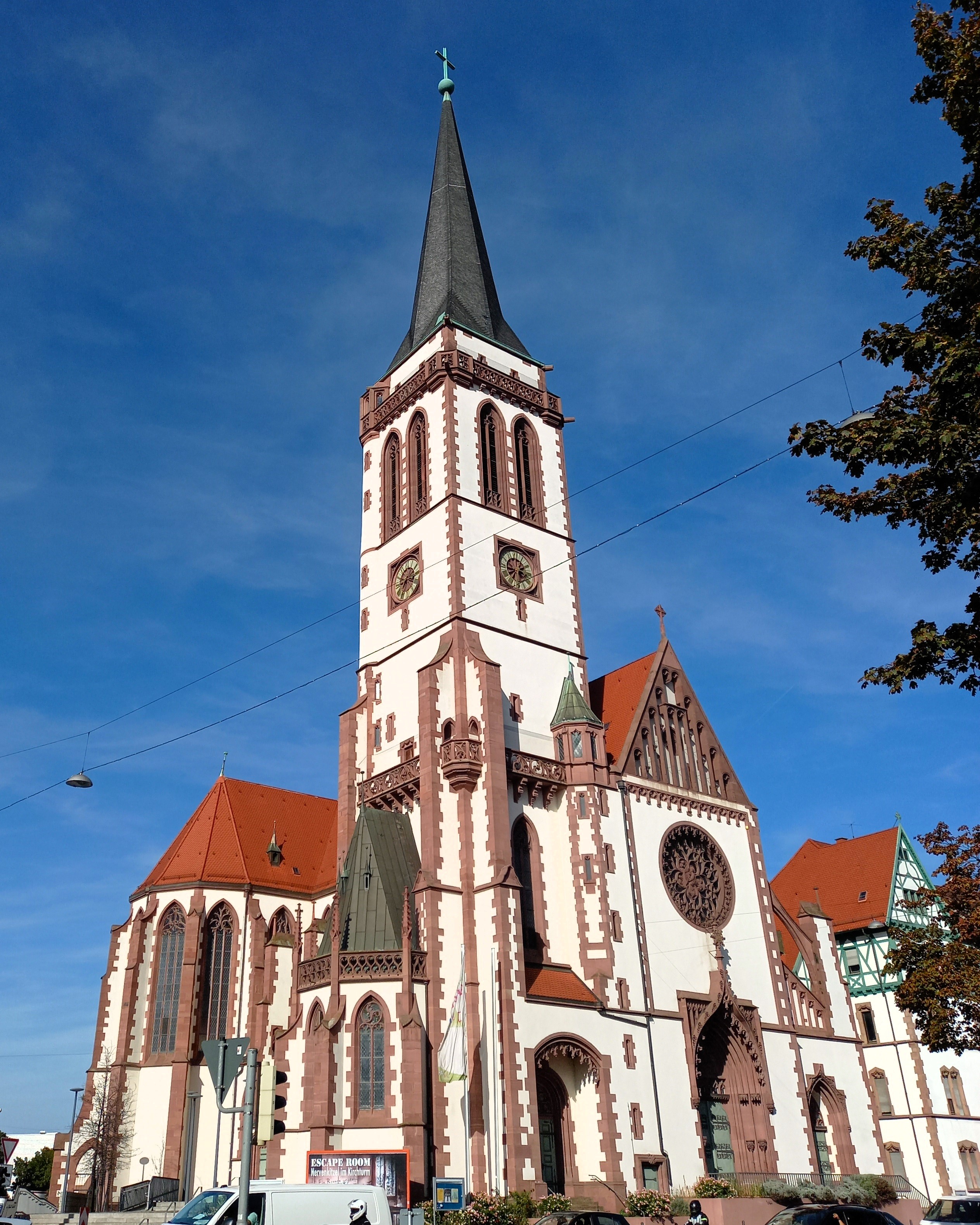
Widok z południa
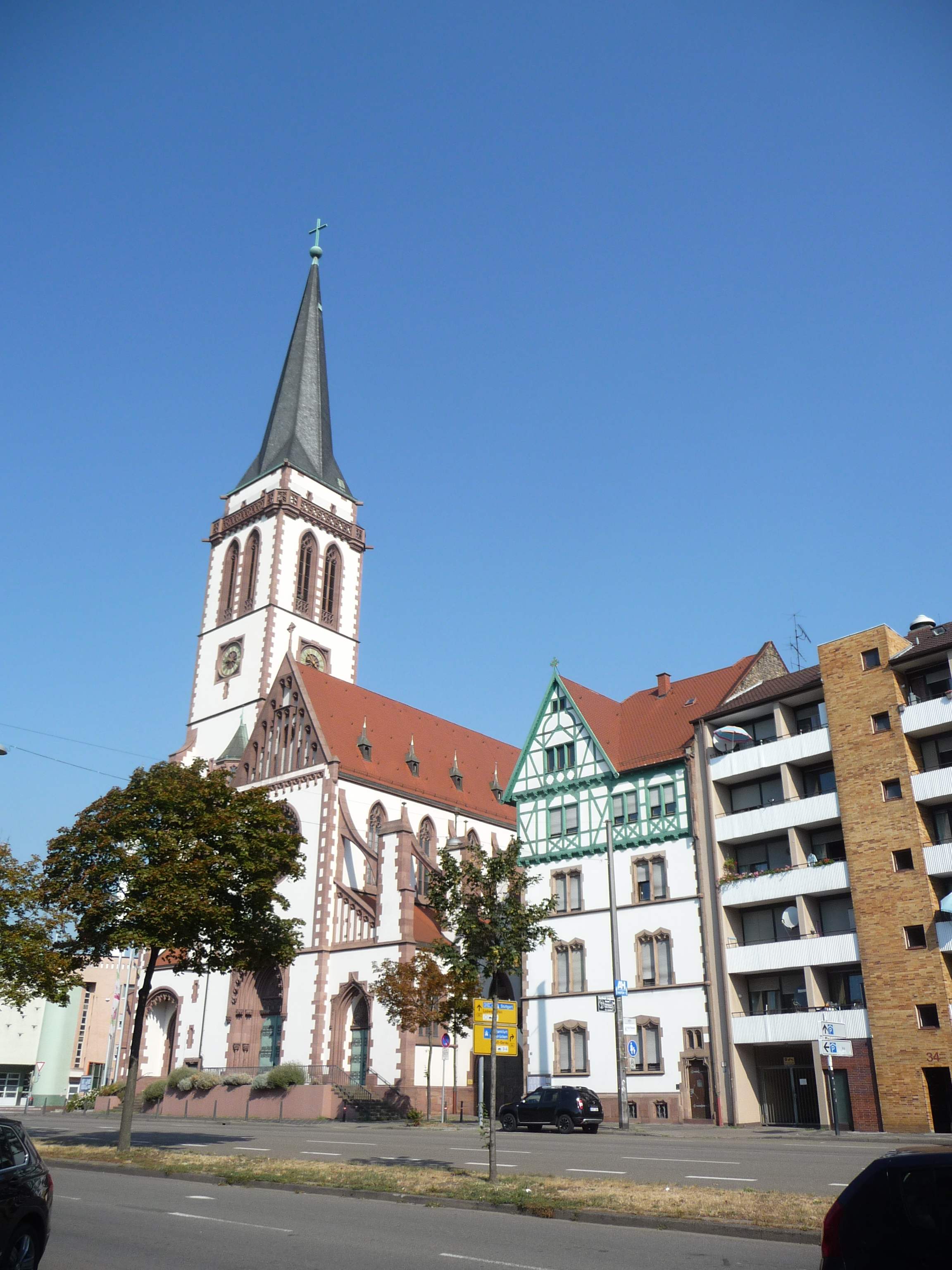
Widok z południowego wschodu
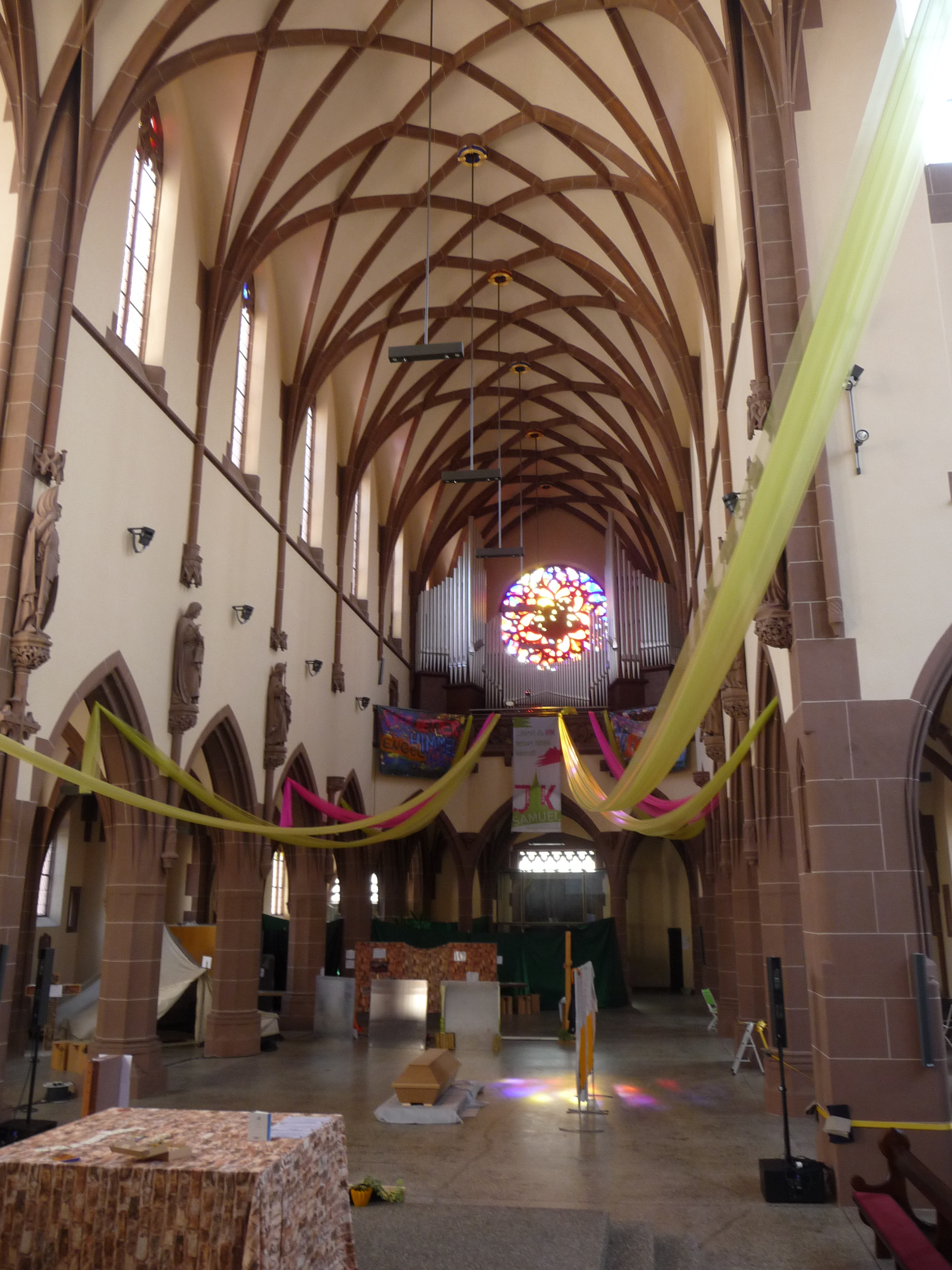
Wnętrze
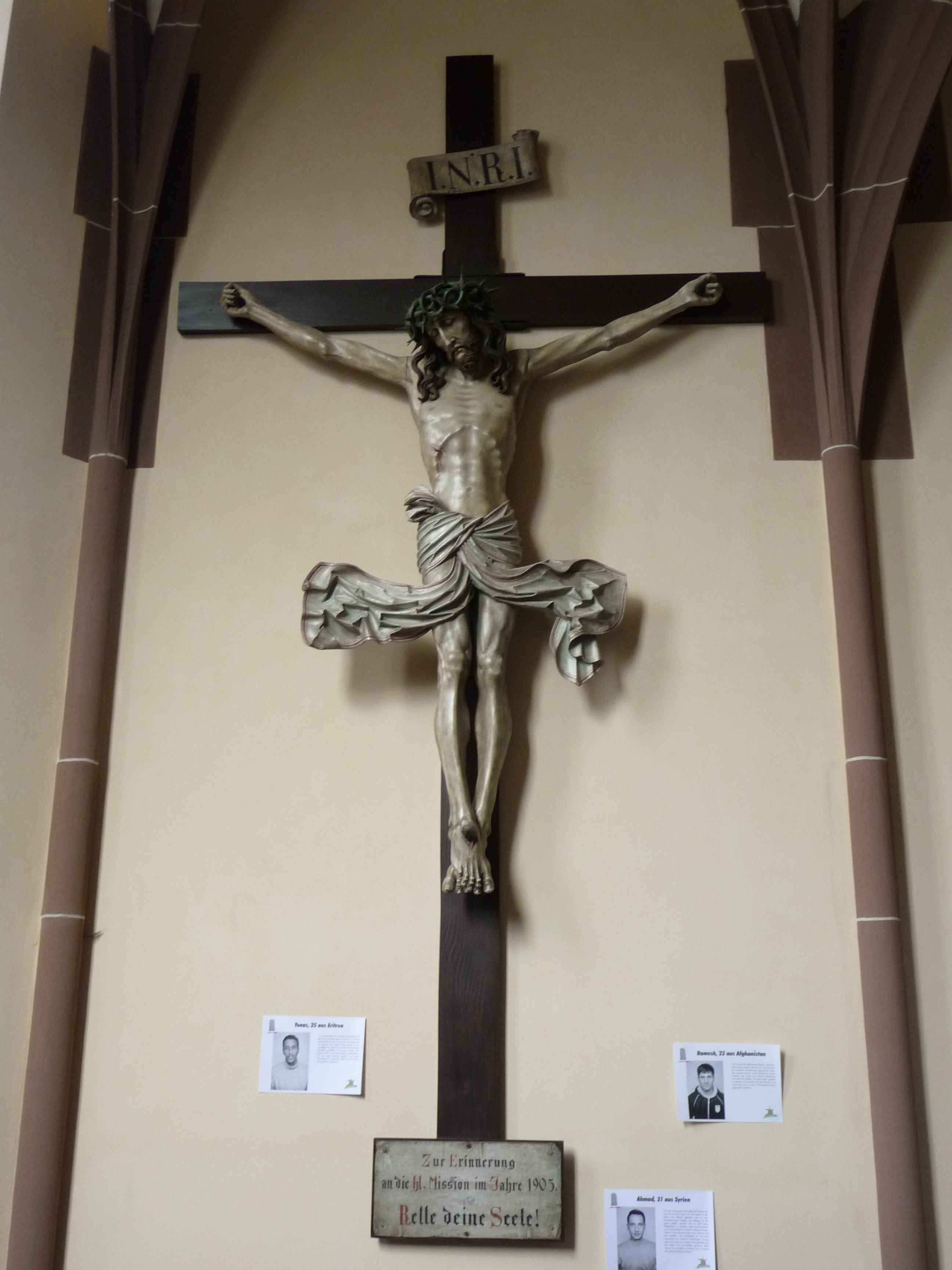
Krucyfiks